# خلفتی
خلفتی (به ترکی استانبولی: Halfeti) شهری است در کشور ترکیه که در استان شانلی‌اورفه واقع شده‌است. جمعیت این شهر بر اساس سرشماری سال ۲۰۰۸ میلادی ۹٬۶۰۹ نفر و بر اساس برآوردهای سال ۲۰۰۹ میلادی ۸٬۹۸۰ نفر می‌باشد.